# Pole pszenicy w deszczu
Pole pszenicy w deszczu (hol. Ommuurd veld in de regen, ang. Wheat Field in Rain) to tytuł obrazu olejnego (nr kat.: F 650, JH 1839) namalowanego przez Vincenta van Gogha na początku listopada 1889 podczas jego pobytu w miejscowości Saint-Rémy. Obraz znajduje się w zbiorach Philadelphia Museum of Art w Filadelfii. 

## Historia i opis
8 maja 1889 Vincent van Gogh stał się dobrowolnym pacjentem szpitala Saint-Paul-de-Musole położonego wśród gór na południu Francji, niedaleko od Arles. Artysta po przybyciu do szpitala niemal od razu przystąpił do malowania. Po kilku dniach poczuł się zirytowany wychodzeniem na zewnątrz. Skupił się na widoku, jaki rozpościerał się z jego celi. Mógł wybrać nie tylko motyw, ale też dowolny punkt obserwacyjny i porę dnia – malował rano i wieczorem, podczas pogody i niepogody. Wśród wielu tematów jego płócien znalazło się ogrodzone pole uprawne za szpitalem. Podczas swego pobytu w szpitalu namalował lub naszkicował je około dwunastu razy. Obraz pola w czasie ulewy jest jedynym dziełem tego typu, które artysta wykonał na południu. Choć pomysł przedstawienia ulewnego deszczu przy pomocy ukośnych kresek ma wyraźny związek z grafiką japońską, którą van Gogh się interesował, to efekt końcowy jest całkowicie osobisty i nie związany z zapożyczeniami. Artysta zatytułował swoje dzieło La Pluie (Deszcz); wynika to z jego listu do brata Theo napisanego 3 stycznia 1890.
Po śmierci van Gogha obraz znalazł się w posiadaniu jego szwagierki, Johanny van Gogh-Bonger. W 1903 sprzedała ona obraz kolekcjonerowi Hugo von Tschudi. Po jego śmierci w 1911 dzieło odziedziczyła wdowa po nim, wypożyczając je na długi termin Nowej Pinakotece w Monachium. W 1928 obraz trafił w ręce marszanda Paula Rosenberga, który w 1949 sprzedał go Henry’emu McIlhenny, od 1976 prezesowi rady nadzorczej Philadelphia Museum of Art. W 1986 McIlhenny podarował obraz muzeum.